# Huazhuang
Huazhuang (in cinese: 花庄站S, Huāzhuāng zhànP) è una stazione della linea Batong e della linea 7 della metropolitana di Pechino.
Dal 29 agosto 2021 è stato avviato l'esercizio congiunto tra la linea 1 e la linea Batong, le quali operano come un’unica linea continua. Sebbene la linea venga principalmente indicata come "linea 1−Batong", la denominazione "linea Batong" non è stata eliminata dalla segnaletica e dalle mappe ufficiali, rendendo di fatto la stazione di Huazhuang di competenza della linea Batong.

## Storia
Il tracciato della linea Batong è stato definito nei primi anni '90 come parte della proposta di progettazione della metropolitana di Pechino a servizio del distretto di Chaoyang. I lavori di costruzione sono stati avviati il 28 dicembre 2001 e la linea è stata inaugurata due anni dopo, il 27 dicembre 2003, aprendo al pubblico le 13 stazioni nella tratta Sihui − Tuqiao, che all'epoca rappresentava il capolinea orientale della linea.
Nel 2016 sono iniziati i lavori di costruzione della stazione Shiyuan (施园S, shīyuánP), nome di progetto della stazione di Huazhuang, nell’ambito del prolungamento verso sud della linea Batong e verso est della linea 7.
Il 15 maggio 2019 viene stabilito che la stazione di Shiyuan si sarebbe in realtà chiamata Huazhuang, data la vicinanza con l'omonimo centro abitato. Il 28 dicembre successivo, viene inaugurata contemporaneamente l'estensione della linea Batong e della linea 7, aprendo al pubblico la stazione Huazhuang di entrambe le linee, rendendola temporaneamente il capolinea sia della linea Batong che della linea 7.

### Interconnessione tra linea Batong e linea 1
Nel 2010 si iniziò a ipotizzare una operatività congiunta tra la linea 1 e la linea Batong, che avrebbe ridotto i tempi di viaggio e evitato lo scambio alla stazione di Sihui o Sihuidong. Si notò, però, che da un punto di vista ingegneristico l'operazione sarebbe stata estremamente difficoltosa in quanto le due linee utilizzavano una segnaletica differente. Gli studi di fattibilità vennero avviati nel 2016 e il 12 giugno 2020 la Commissione di riforma e sviluppo di Pechino approvò il progetto di interconnessione della linea 1 e della linea Batong.
In seguito, il 29 agosto 2021, venne avviata l’operatività congiunta tra la linea 1 e la linea Batong, unificando il tracciato delle due linee. Pur operando come un’unica linea integrata, il servizio che copre le stazioni della linea Batong (da Gaobeidian a Universal Resort) termina anticipatamente rispetto a quello che serve le stazioni della linea 1 (da Gucheng a Sihuidong).

## Posizione
La stazione di Huzhuang si trova nell'omonimo centro abitato, situato nel distretto di Tongzhou, nell'estrema periferia orientale di Pechino. La stazione è stata costruita a sud-ovest dell’incrocio tra Zhangcai Road e il sesto anello autostradale della città, che delinea il limite esterno dell'area metropolitana più costruita di Pechino, disposta in direzione nord-sud al di sotto di Dagaolizhuang Road.

## Struttura e impianti

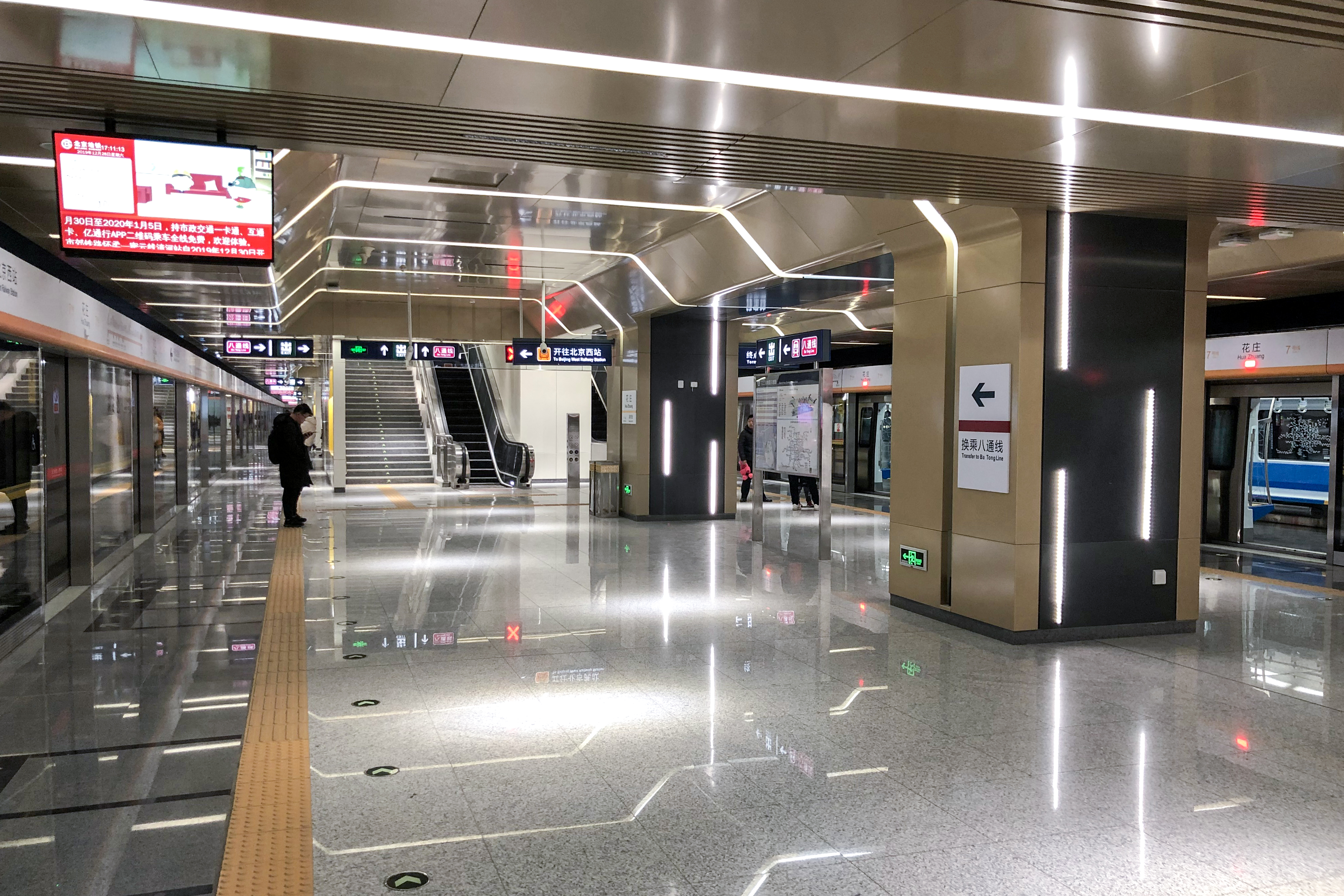
Banchina della linea 7.

La stazione di Huzhuang è composta da due livelli: al piano terra si trova il mezzanino della stazione, mentre al piano interrato si trovano i binari, con una configurazione a doppia banchina centrale. Il lato ovest ospita i binari della linea 7, mentre quello est i binari della linea Batong. I passeggeri, per cambiare linea, devono risalire all’atrio e poi scendere nuovamente alla banchina dell’altra linea.
La stazione presenta quattro accessi, indicati con le lettere A, B, C e D.

## Servizi
La stazione dispone di:
- Accessibilità per portatori di handicap (ingresso A e C)
- Emettitrice automatica biglietti
- Servizi igienici
- Sportello automatico
- Stazione video sorvegliata
- Ufficio polizia

### Orari

#### Linea Batong
Il primo treno lascia la stazione di Huazhuang in direzione Universal Resort tutti i giorni alle 5:02, mentre l'ultimo parte alle 00:13. In direzione opposta, verso Gucheng, il primo treno effettua servizio alle 5:12 mentre l'ultimo alle 22:58.

#### Linea 7
In direzione Universal Resort, il primo convoglio parte da Huazhuang alle 5:53, mentre l'ultimo conclude il servizio alle 00:05. Nella direzione opposta, verso il capolinea di Pechino Ovest, le corse iniziano alle 5:12 e terminano alle 23:02.

## Interscambi
- Fermata autobus